# フィッシュアイズ
『フィッシュアイズ』（FISH EYES）は、パック・イン・ビデオ（現：マーベラスエンターテイメント）発売のフィッシングシミュレーションゲームのシリーズである。

## 概要
自然の中で魚釣りを楽しむ。淡水魚、海水魚などの魚種や釣り場のバラエティが豊富で、一部作品を除き、釣った魚は水槽で飼育できる。
海外ではReel Fishingの名でナツメから発売され、日本国内においても2013年のiOS版からReel Fishingシリーズとしてナツメから発売されている。

## シリーズ作品
- フィッシュアイズ（PlayStation、1996年10月10日発売）
- フィッシュアイズ2（PlayStation、2000年1月27日発売）

氷上のワカサギ釣りを追加。
- フィッシュアイズ ワイルド（ドリームキャスト、2001年2月22日発売。開発：ウエストン ビット エンタテインメント）

ピラルクなど海外の魚を追加。
- フィッシュアイズ3 〜記憶の破片たち〜（PlayStation 2、2003年6月26日発売）

ストーリーモードを追加。
- フィッシュアイズ ポータブル（PlayStation Portable、2006年9月28日発売。開発：シムス・インフィニティー）

本作より『ゲットバス』（家庭用版）、『FISH ON』などを手掛けるシムスが開発。
- フィッシュアイズWii（Wii、2009年4月30日発売。開発：シムス）

海釣りを追加。Wiiリモコン&ヌンチャク対応。
- フィッシュアイズ チャレンジ（Wiiウェア、2009年7月14日発売。開発：シムス）

飼育モードの無い釣り専用。
- Fish Eyes 3D／英名: Reel Fishing Paradise 3D（ニンテンドー3DS、 2011年6月23日[1]、 2011年6月21日[2]、 2012年1月20日[2]発売。）

15周年記念作品。本作より『めざせ!!釣りマスター』シリーズを手掛けるタキオンが開発。
- Reel Fishing Pocket（iOS、2013年7月22日配信開始。開発：タキオン）
- Reel Fishing Pocket 2 : Ocean（iOS、2014年11月13日配信開始）
- Reel Fishing 〜忘れていた約束〜（PlayStation Vita、2015年7月1日発売。開発：タキオン）
- Reel Fishing: Road Trip Adventure（Steam・PlayStation 4・Nintendo Switch、2019年9月18日発売。開発：タキオン）
- Reel Fishing: Days of Summer(Steam、PlayStation 4、PlayStation 5、Xbox Series X、Nintendo Switch、2024年10月31日発売。開発:タキオン)

また、『フィッシュアイズ』と『フィッシュアイズ2』はゲームアーカイブスで配信されている。